# Робърт Фрост
Робърт Лий Фрост (на английски: Robert Lee Frost, р. 26 март 1874, Сан Франциско, Калифорния, Съединени американски щати – п. 29 януари 1963, Бостън, Масачузетс, Съединени американски щати) е американски поет, четирикратен лауреат на наградата Пулицър (1924, 1931, 1937, 1943).

## Биография
Робърт Фрост е роден през 1874 г. в Калифорния, където баща му, дребен журналист от Ню Хемпшър, е на работа след Гражданската война. Кръстен е на ген. Робърт Лий, главнокомандващия армията на Конфедерацията по време на войната. Когато е 11-годишен, баща му умира от туберкулоза и майка му, която е учителка, се връща с него в Масачузетс, където заживяват при дядо му във ферма, недалеч от градчето Лорънс, където Робърт завършва прогимназия. Следва само един семестър в колежа „Дартмут“, след което работи в местна текстилна фабрика. През 1894 г. нюйоркско литературно списание публикува елегията му „Моята пеперуда“, но по-нататъшните успехи в поезията се отлагат за известно време. През 1895 г. се жени за Елинор Уайт. От шестте деца на Робърт и Елинор две умират съвсем малки. Работи като учител и фермер. През 1897-99 г. посещава Харвардския университет на издръжка на дядо си, но решава, че казионното образование не е за него и въпреки че признава ползата от наученото в областта на класическите езици и философията, напуска университета без да се дипломира.
Работи подред като учител, обущар и редактор. През 1900 г. с помощта на дядо си става собственик на ферма в Дери, Ню Хампшър и с учителство и земеделие поддържа многочленното си семейство. Преподава английски в академията „Пинкертън“ и психология в щатската гимназия на Плимът, но американските списания все така упорито отхвърлят стихотворенията му. Отчаян, Фрост продава фермата и през 1912 г. заминава за Англия, където вече набира скорост ново поетическо движение. Сближава се с т.нар. „джорджиански“ поети Уилфрид Гибсън, Лейсил Абъркромби, Рупърт Брук и др. Фрост решава да се отдаде напълно на литературна дейност. Излиза първата му стихосбирка, „Момчешко завещание“ (1913), която е посрещната с овации от критиката. На следващата година излиза втората му стихосбирка, „На север от Бостън“.
През 1915 г. се завръща в САЩ, където за своя изненада е назначен като професор по поезия в Харвардския университет. Излиза американското издание на „На север от Бостън“, от продажбите на което купува ферма във Франкония, щата Ню Хемпшир. През 1916 г. излиза третата му книга „Куп от интервали“, през 1924 г. получава първата си награда „Пулицър“ (от общо четири).
От 1916 г. той е „резидиращ поет“ на колежа Амхърст. Същевременно чете лекции в Мичиган и Дартмут, Йейл, Уезли и др. университети.
Следват книгите „Събрани поеми“ (1930), „Далечен обхват“ (1936) и „Дървото на свидетелите“ (1942). За тези години получава безпрецедентен брой литературни награди, академични и обществени почести.

## Творчество
Поетиката му съчетава пасторална и философска сдържаност, често с ироничен коментар.
На български негови текстове са превеждани от Кръстан Дянков, Александър Шурбанов, Владимир Трендафилов, Кръстьо Станишев, Красин Химирски, Теменуга Маринова, Димитър Калев, Николай Тодоров, Христина Керанова и др.
През 2023 г. излиза сборникът "Сбогом, и стой на студено" в превод на Зорница Христова под редакцията на Александър Шурбанов.

### Стихосбирки
- A Boy's Will (David Nutt 1913; Holt, 1915)[3]
- North of Boston (David Nutt, 1914; Holt, 1914)

Съдържа стихотворенията „Сливи“ и „Издигане на стена“.
- Mountain Interval (Holt, 1916)

Съдържа стихотворението „Пътя, по който не поех“.
- Selected Poems (Holt, 1923)

Съдържа стихотворения от първите три стихосбирки плюс стихотворението „The Runaway“.
- New Hampshire (Holt, 1923; Grant Richards, 1924)
- Several Short Poems (Holt, 1924)
- Selected Poems (Holt, 1928)
- West-Running Brook (Holt, 1928? 1929)
- The Lovely Shall Be Choosers, printed and illustrated by Paul Johnston (Random House, 1929)

- Collected Poems of Robert Frost (Holt, 1930; Longmans, Green, 1930)
- The Lone Striker (Knopf, 1933)
- Selected Poems: Third Edition (Holt, 1934)
- Three Poems (Baker Library, Dartmouth College, 1935)
- The Gold Hesperidee (Bibliophile Press, 1935)
- From Snow to Snow (Holt, 1936)
- A Further Range (Holt, 1936; Cape, 1937)
- Collected Poems of Robert Frost (Holt, 1939; Longmans, Green, 1939)
- A Witness Tree (Holt, 1942; Cape, 1943)
- Come In, and Other Poems (1943)
- Steeple Bush (Holt, 1947)
- Complete Poems of Robert Frost, 1949 (Holt, 1949; Cape, 1951)
- Hard Not To Be King (House of Books, 1951)
- Aforesaid (Holt, 1954)
- A Remembrance Collection of New Poems (Holt, 1959)
- You Come Too (Holt, 1959; Bodley Head, 1964)
- In the Clearing (Holt Rinehart & Winston, 1962)
- The Poetry of Robert Frost (New York, 1969)

### Пиеси
- A Way Out: A One Act Play (Harbor Press, 1929).
- The Cow's in the Corn: A One Act Irish Play in Rhyme (Slide Mountain Press, 1929).
- A Masque of Reason (Holt, 1945).
- A Masque of Mercy (Holt, 1947).